# Aconitum charkeviczii
Aconitum charkeviczii är en ranunkelväxtart som beskrevs av V.N. Voroshilov. Aconitum charkeviczii ingår i släktet stormhattar, och familjen ranunkelväxter. Inga underarter finns listade i Catalogue of Life.